# Oliva incrassata
Oliva incrassata es un caracol marino. Es una especie de gasterópodo marino perteneciente a la familia Olividae, comúnmente conocidas como olivas. Habita en zonas arenosas en el intermareal. Esta especie ha sido localizada en algunas ofrendas de conchas en México.

## Clasificación y descripción
Concha de tamaño mediano, cilíndrica y brillante. El color de la concha es de gris claro a marrón, con un patrón fino en zigzag sobre un fondo blanco cremoso. Color uniforme por todo el cuerpo con excepción del área columelar. Columela con numerosos pliegues y de color ligeramente rosado. Sutura acanalada por debajo de la espira. La espira es baja. Labio externo liso y grueso, sin opérculo.

## Distribución
La especie Oliva incrassata se distribuye en Bahía Magdalena, Baja California, a través del Golfo de California en México y al sur hasta Perú.

## Hábitat
Se le puede encontrar en el lado externo de los bancos de arena, justo en el nivel más bajo de la marea.

## Estado de Conservación
Hasta el momento en México no se encuentra en ninguna categoría de protección, ni en la Lista Roja de la IUCN (International Union for Conservation of Nature) ni en CITES (Convención sobre el Comercio Internacional de Especies Amenazadas de Fauna y Flora Silvestres).